# Союз за мир и развитие
Союз за мир и развитие (сомал. Xisbiga Midowga Nabadda iyo Horumarka, араб. الاتحاد من أجل السلام والتنمية‎) — политическая партия Сомали. Является одной из крупнейших сомалийских политических партий. Лидером «Союза за мира и развитие» является президент страны Хасан Шейх Махмуд. Партия также является членом Форума национальных партий, который возглавляет Шариф Шейх Ахмед.

## Идеология
Партия ставит во главу угла идеи консерватизма, национализма и исламской демократии. В апреле 2019 года в составе партии был сформирован свой внутренний аппарат.
Основной целью партии является создание достаточно умелого политического аппарата, который смог бы объединить страну, которая находится с 1991 года в состоянии гражданской войны. На данный момент партия включает 80 депутатов из обеих палат парламента.
«Союз за мир и развитие» выступает за защиту территориальной целостности и политической независимости страны, защиту основных прав, гражданских свобод, поддержание верховенства закона, обеспечение мира и продвижение социальной справедливости.
Партия делает большую ставку на ислам, называя его «источником жизненной силы сомалийского народа». Она считает, что безопасность является ключом к развитию, и привержена делу защиты страны и народа Сомали и региона в целом. По мнению партии, частная собственность и свободный рынок — основа экономики страны.